# Rapsodie op een thema van Paganini
De Rapsodie sur un Thème de Paganini pour Piano et Orchestre (Nederlands: Rapsodie op een Thema van Paganini voor Piano en Orkest) is een concertant werk in a mineur van de Russische componist Sergej Rachmaninov (1873-1943).
Het werk (opus 43) is geschreven voor piano en symfonieorkest, en vertoont grote gelijkenis met een pianoconcert. Rachmaninov componeerde het werk in de villa "Senar" (zijn residentie in Zwitserland), volgens de vermelding op de partituur van 3 juli tot 18 augustus 1934. Zijn Variaties op een thema van Corelli (op. 42), dat zijn laatste werk voor piano solo zou zijn, was waarschijnlijk een goede 'oefening' voor de grotere, orkestrale rapsodie. Tijdens de première zat Rachmaninov, zelf een bekend vertolker van zijn composities, achter de vleugel in het Lyric Opera House in Baltimore op 7 november 1934; hij werd begeleid door het Philadelphia Orchestra onder leiding van Leopold Stokowski.

## Structuur
Het stuk bestaat uit 24 variaties op Capriccio nr. 24 in a-mineur van Niccolò Paganini voor viool, die meerdere componisten tot inspiratie heeft gediend.
- Introductie: Allegro vivace - Variatie I (Precedente)
- Thema: L'istesso tempo
- Variatie II: L'istesso tempo
- Variatie III: L'istesso tempo
- Variatie IV: Più vivo
- Variatie V: Tempo precedente
- Variatie VI: L'istesso tempo
- Variatie VII: Meno mosso, a tempo mederato
- Variatie VIII: Tempo I
- Variatie IX: L'istesso tempo
- Variatie X: L'istesso tempo
- Variatie XI: Moderato
- Variatie XII: Tempo di minuetto
- Variatie XIII: Allegro
- Variatie XIV: L'istesso tempo
- Variatie XV: Più vivo scherzando
- Variatie XVI: Allegretto
- Variatie XVII: Allegretto
- Variatie XVIII: Andante cantabile
- Variatie XIX: A tempo vivace
- Variatie XX: Un poco più vivo
- Variatie XXI: Un poco più vivo
- Variatie XXII: Un poco più vivo (Alla breve)
- Variatie XXIII: L'istesso tempo
- Variatie XXIV: A tempo un poco meno mosso

Alhoewel deze compositie van Rachmaninov aaneengesloten (zonder pauze) wordt uitgevoerd (het duurt ongeveer 24 minuten), kan het in feite in drie delen worden gesplitst, zoals dat normaal gesproken bij een pianoconcert ook het geval is: de variaties 1 tot en met 10 corresponderen dan met het eerste deel, de variaties 11 tot en met 18 met het tweede deel en ten slotte de variaties 19 tot en met 24 met het laatste deel, de finale.

## Compositie
Na een korte introductie wordt de eerste variatie gespeeld, vóór het eigenlijke thema. Paganini had het werk gecomponeerd voor viool, waarbij de piano bedoeld was om de saillante noten te spelen "na" de eerste variatie. Rachmaninov heeft het idee om een variatie voor het thema te plaatsen waarschijnlijk van de finale van Beethovens derde symfonie overgenomen. De variaties 2 tot en met 6 verbinden diverse elementen van het thema. De pauzes en retorische “geschal” voor de piano in variatie 6 kondigt een verandering van tempo en toon aan. De piano verklankt op ernstige dreunende wijze de Dies Irae  (de dag van toorn) klaagzang van de middeleeuwse dodenmis, terwijl het orkest met een langzamere versie van het openingsmotief van het thema van Paganini voor de begeleiding zorgt. Deze compositie is een van de stukken in het repertoire van Rachmaninov waarin de melodie van de klaagzang Dies Irae voorkomt (een van die andere composities in bijvoorbeeld het Dodeneiland (opus 29).

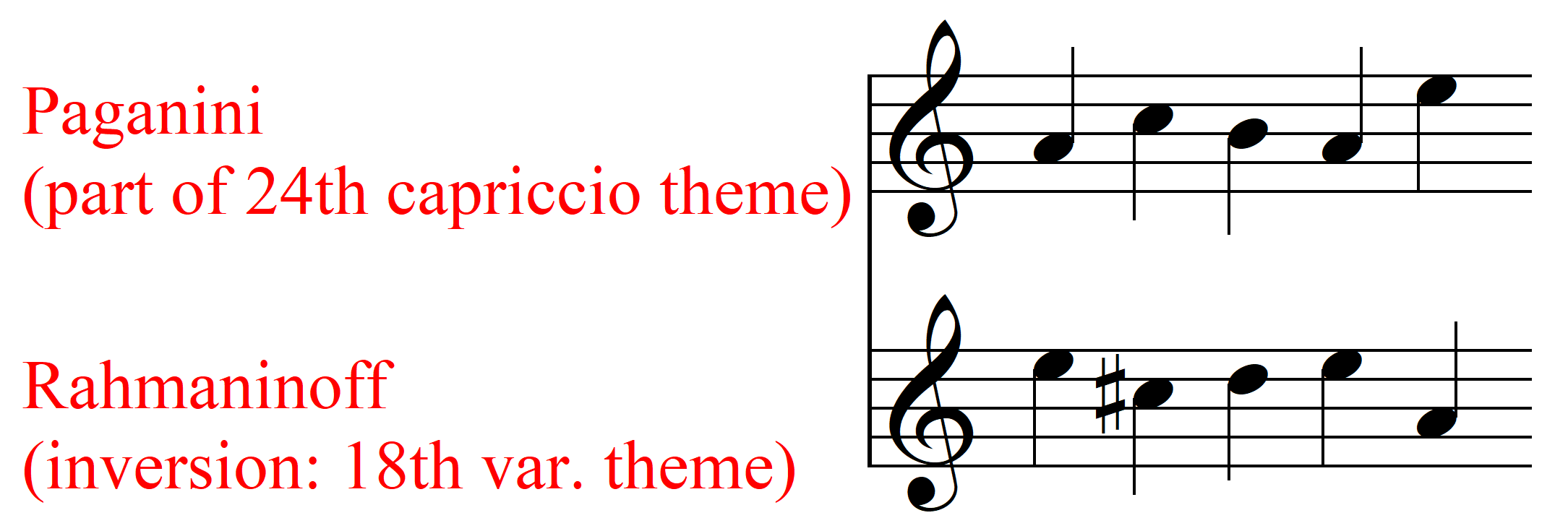
Omkering van Paganini's thema

De zangerige 18e variatie (andante cantabile) is zonder meer de bekendste, en wordt vaak -al dan niet vereenvoudigd- in compilaties van klassieke muziek opgenomen zonder de rest van het werk. Het is gebaseerd op een omkering van Paganini's thema. In andere woorden, het a mineur thema van Paganini wordt “ondersteboven” gespeeld, in Des majeur. Rachmaninov zelf erkende de aantrekkingskracht van deze variatie, en zei daarover: “Deze is voor mijn agent. ”
In samenwerking met Rachmaninov heeft de choreograaf Michel Fokine het ballet Paganini gecreëerd, waarbij hij de Rapsodie op een thema van Paganini als partituur gebruikte. De première was in 1939 in Covent Garden in Engeland.

## Opnames
- Sergej Rachmaninov, pianist, met het Philadelphia Orchestra, gedirigeerd door Leopold Stokowski, opgenomen in 1934 (opname van de wereldpremière).
- William Kapell, pianist, met het Robin Hood Dell Orchestra, gedirigeerd door Fritz Reiner, opgenomen in 1951.
- Abbey Simon, pianist, met het Residentie Orkest, gedirigeerd door Willem van Otterloo, opgenomen in februari 1955 (Philips Records).
- Arthur Rubinstein, pianist, met het Chicago Symphony Orchestra, gedirigeerd door Fritz Reiner, opgenomen in 1956.
- Howard Shelley, pianist, met het Scottish National Orchestra, gedirigeerd door Byden Thomson opgenomen in 1990 (Chandos).
- Lang Lang, pianist, met het Mariinskitheater Orkest, gedirigeerd door Valeri Gergiev, uitgegeven op 8 februari 2005 (DGG).
- Valentina Lisitsa, pianist, met het Londen Symphony Orchestra, gedirigeerd door Michael Francis, uitgegeven in 2013 (DECCA).
- Lukáš Vondráček, pianist met het Prague Symphony Orchestra, gedirigeerd door Tomáš BRAUNER, uitgegeven in 2023 (Supraphon)